# 孙国伟
孙国伟（1955年—），吉林镇赉人，汉族，中华人民共和国政治人物、全国人民代表大会吉林地区代表。。
毕业于大连工学院化工机械专业，加入中国共产党。担任吉林烟草工业有限责任公司总经理。2008年起担任全国人大代表。2013年，被选为全国人大代表。